# Fundación Ciencia y Evolución
La Fundación Ciencia y Evolución con base en Santiago de Chile, es una organización sin fines de lucro cuyo objetivo es la investigación, creación, desarrollo y difusión de las ciencias, particularmente las aplicaciones contemporánes de la teoría evolucionaria a los distintos campos científicos.

## Objetivos
La investigación, creación, desarrollo y difusión de las ciencias, en particular, la promoción, el desarrollo y la difusión de la teoría evolucionaria y sus derivaciones y aplicaciones contemporáneas a las ciencias, en especial a las ciencias humanas y sociales entre las cuales se comprenden, entre otras, la psicología, la sociología, la antropología y la economía, así como también la investigación, desarrollo y difusión en el ámbito de la cultura y el arte de las ciencias mencionadas, a fin de lograr su comprensión e integración al acervo cultural de la nación.

## Historia
Fundación Ciencia y Evolución cuenta con personalidad jurídica desde el 12 de mayo de 2008, y comenzó a operar oficialmente el 10 de noviembre de 2008.

## Actividades
Durante el año 2009 se organizó por parte de la fundación, una serie de seminarios bajo el lema de "La Revolución de Darwin" celebrando el bicentenario del nacimiento de Charles Darwin, los 150 años desde la publicación de El Origen de las Especies, además de lo importante que fue Chile durante el viaje del naturalista inglés, quien pasó aproximadamente un tercio de su viaje a bordo del HMS Beagle, en costas chilenas. En los seminarios se invitó a destacados intelectuales y científicos de fama mundial. Los seminarios estuvieron repartidos en 4 temáticas: "Medicina y Evolución", "Economía y Psicología Evolucionaria", "Derecho y Políticas Públicas" y "El Legado Cultural de Darwin en el Siglo XXI".

### Seminario Medicina y Evolución
Los invitados fueron el Dr Randolph M. Nesse y el Dr. Paul W. Ewald. Ambos presentaron respectivamente las charlas "Why we Get Sick: The New Science of Darwinian Medicine” y “Evolution as a Unifying Principle for Medical Sciences: The Case of Cancer” respectivamente.

### Seminario Economía y Psicología Evolucionaria
Los invitados para este seminario fueron los doctores Kevin McCabe, Ulrich Witt y Michael Shermer.

### Seminario Derecho y Políticas Públicas
Este seminario contó con la presencia de los doctores Robert Kurzban y Oliver Curry.

### Seminario El Legado Cultural de Darwin en elsigloXXI
Este seminario de dos días tuvo como invitados a intelectuales como Steven Pinker, Daniel Dennett, Helena Cronin, Nicholas Humphrey, Leda Cosmides, John Tooby, Matt Ridley e Ian McEwan.